# Shangjiangxuzhen (ort i Kina, Hunan Sheng, lat 25,35, long 111,44)
Shangjiangxuzhen (kinesiska: 上江圩镇) är en ort i Kina. Den ligger i provinsen Hunan, i den södra delen av landet, omkring 350 kilometer sydväst om provinshuvudstaden Changsha. Antalet invånare är 18 578. Befolkningen består av 8 717 kvinnor och 9 861 män. Barn under 15 år utgör 23,0 %, vuxna 15-64 år 67 %, och äldre över 65 år 8,0 %.
Runt Shangjiangxuzhen är det ganska tätbefolkat, med 139 invånare per kvadratkilometer. Närmaste större samhälle är Xianglinpuzhen, 10,8 km öster om Shangjiangxuzhen. I omgivningarna runt Shangjiangxuzhen växer huvudsakligen savannskog.
Genomsnittlig årsnederbörd är 2 015 millimeter. Den regnigaste månaden är april, med i genomsnitt 297 mm nederbörd, och den torraste är oktober, med 46 mm nederbörd.